# Helmut Schinagl
Helmut Schinagl (* 24. Jänner 1931 in Innsbruck; † 1998 in Zams) war ein österreichischer Autor.

## Leben
Helmut Schinagl wuchs in Kitzbühel auf, erwarb 1949 die Matura in Kufstein, promovierte 1954 zum Doktor der Philosophie an der Universität Innsbruck und unterrichtete von 1957 bis 1991 als Fachlehrer an einer kaufmännischen Schule in Imst. Nebenher war er als Musiker (Klavier, Orgel, Musiktheorie) tätig, er war Mitglied des Turmbundes, des Österreichischen Schriftstellerverbandes und des Österreichischen PEN-Clubs.

## Auszeichnungen
- Literaturpreis des Österreichischen College an der Universität Innsbruck
- 1955 Kunstpreis der Stadt Innsbruck 1. Preis für Lyrik
- 1963 Kunstpreis der Stadt Innsbruck für Erzählende Dichtung
- 1966 Kunstpreis der Stadt Innsbruck für Dramatische Dichtung
- Österreichischer Staatspreis für Jugendliteratur
- Preis der Stadt Wien
- Theodor-Körner Preis
- Preis der Dr.-Ernst-Koref-Stiftung Linz
- Leserpreis der Gesellschaft der Freunde deutschsprachiger Lyrik.

## Werke
- Das Landschaftserlebnis bei Josef Leitgeb. Dissertation, Innsbruck 1954
- Die Jungfrau und das Tier. Novelle, Imst 1958
- Höllenmaschinen schreien nicht Mama. Sureatesken, München 1966
- Die dunklen Flöten des Herbstes. Der Lebensroman des Dichters Georg Trakl, Graz 1971
- Neues vom Grafen D. Heitere Gruselgeschichten, Innsbruck 1974
- Plüsch Barock und Milchrahmstrudel. Österreich wie es leibt und lebt, Innsbruck 1976
- Die Älpler und ihre Lustbarkeiten, Innsbruck 1977
- Kardiogramme der Angst. Gedichte, Innsbruck 1977
- Berenice oder die Möbiusschleife. Roman, München 1982
- Der Tag des Hurrikan. Novelle, Innsbruck 1986
- Die Ferien des Journalisten B. Roman, München 1987
- Der Affe war an allem schuld. Heiterer Roman, Thaur 1988
- Die Trommel der Göttin. Das abenteuerliche Leben des Königs Gilgamesch. Tyrolia, Innsbruck 1990, ISBN 3702217363
- Mozart in Tirol. Erzählung, Innsbruck 1990
- Flucht in kaltem Feuer. Ein Paracelsus-Roman, Innsbruck 1993
- Onkel Silvester und die Lügenbarone. 13 wahre Lügengeschichten, Schwaz 1995
- Vorwiegend heiter. Lachpartituren, Innsbruck 1995
- Aus lichtloser Tiefe. Alte und neue Psalmen, Innsbruck 1995
- Die Verteidigung des linken Schächers. Erzählungen, (posthum) Innsbruck 1999